# Sericocoma remotiflora
Sericocoma remotiflora är en amarantväxtart som först beskrevs av William Jackson Hooker, och fick sitt nu gällande namn av George Bentham och Joseph Dalton Hooker. Sericocoma remotiflora ingår i släktet Sericocoma och familjen amarantväxter. Inga underarter finns listade i Catalogue of Life.